# Historia Nowotańca

Herb Gozdawa, pieczętował się nim Jan Bal (zm. 1480), który uzyskał w roku 1444 przywilej miejski dla Nowotańca, a po nim kolejni właściciele Stanowie

Historia miejscowości Nowotaniec datowana jest od 1340 r., gdy król Kazimierz III Wielki przyłączył Grody Czerwieńskie do Polski.

## XV-XVIII wiek
W 1366 r. król Kazimierz III Wielki wydając przywilej lokacyjny pozwolił discreto Phalislao Rzoslon założyć wieś na prawie niemieckim (tzw. prawo magdeburskie) po obu stronach potoku zwanego Brzozowa. Powierzchnia wsi objęła 80 łanów.
W roku 1444 po uzyskaniu przywileju miejskiego miejscowość uzyskało prawo urządzania 2 jarmarków w roku (w niedzielę przed Zielonymi Świątkami, oraz tydzień przez świętem Narodzenia NMP w sierpniu) oraz targ tygodniowy organizowany we wtorki), od roku 1533 targ został przeniesiony na poniedziałki oraz uzyskano dodatkowy przywilej na jarmark w dzień św. Michała (29 października).
W 1419 r. król nadał za zasługi szlachetnemu rycerzowi Matjaszowi Czarnemu (Matjasz ze Zboisk), synowi Piotra, wieś Brzozowa zwaną także Lobetanz. Nowotaniec był własnością rodziny Balów herbu Gozdawa do połowy XVI w.
Syn Matiasza ze Zboisk herbu Gozdawa Jan z Nowotańca, nosił przydomek Bal, a jego syn, Matiasz II Bal z Nowotańca, używał już tego przydomku jako nazwiska rodowego. On to przeniósł siedzibę z rodu Balów z Nowotańca do Hoczwi, dając początek rodowi Balów z Hoczwi.
Nowotaniec to miasto od 25 lutego 1444 według przywileju króla Władysława wydanego w Orszawie nad Dunajem. W 1435 r. pojawiła się po raz pierwszy nazwa Nowotaniec. Kościół parafialny pw. św. Mikołaja wzmiankowany jest od roku 1424.
Parafię nowotaniecką założył w roku 1462 Jan Bal (zm. 1480), stolnik sanocki. Pierwotnie był to kościół drewniany pw. NP Marii i św. Mikołaja. Od roku 1508 część miasta należała do Macieja Wzdowskiego, a następnie do jego syna Adama. W roku 1511 Maciej Wzdowski nadał miastu kolejne przywileje, a w roku 1520 jego syn Adam powierzył dzierżawcy swemu Pawłowi Dynowiczowi osadzeni nowych kmieci w dobrach należących do klucza nowotanieckiego oraz Jaworniku na tzw. prawie kmiecym "et habent esse obedientes jure kmethonico in Nowothaniecz". W latach 1558–1713 pod wpływem prądów reformatorskich w Nowotańcu powstał kościół tzw. helwecki. Jego założycielem był ówczesny właściciel Nowotańca – Hieronim de Stano herbu Gozdawa, gorący protektor ruchów protestanckich, ożeniony z córką Adama Wzdowskiego Zofią. On i jego spadkobiercy, do momentu sprzedania miasteczka, utrzymywali z własnych środków kolejnych pastorów. W roku 1558 biskup Jan Dziaduski poleca wydalić z diecezji przemyskiej Jakuba ze Strzyżowa kaznodzieję dworu Matjasza III, lecz ten ucieka z Hoczwi do Nowotańca gdzie zostaje pastorem u swego opiekuna Hieronima Stano a następnie u Stanisława Drohojowskiego z Jaćmierza. Hieronim zostaje wówczas przyjęty do herbu Balów.
W 1613 r. protestanci oddali katolikom świątynię, budując nową. W 1698 r. odbywał się jeszcze w Nowotańcu synod kalwiński.
Wiek XVIII to okres upadku miejscowości. W 1624 r. Tatarzy zniszczyli dobra należące do całej parafii, kościół oraz kaplicę należącą do Nowotańca w Bukowsku. Zniszczeniu uległy także Jaćmierz, Puławy, Zarszyn, Nowosielce, Długie, Jasionów, Wzdów, Grabownica oraz Bukowsko. W 1634 Władysław IV Waza – zapewnił Nowotancowi gospodarczą pomyślność, wydając w tym roku przywilej na skład wina węgierskiego. Prawdopodobnie edykt ten miał związek ze zniszczeniem miejscowości przez zagon tatarski w 1624. Częste bywały bowiem przypadki, że monarchowie, nie chcąc bezpośrednio obciążać własnej kiesy kosztami odbudowy zniszczonych miast i wsi, udzielali im rozmaitych łask i udogodnień, obniżali podatki oraz nadawali przywileje. W roku 1673 mienie mieszczan nowotanieckich zostaje złupione po raz pierwszy przez wojska własnego autoramentu. W tym samym roku dobra Stanów w tym sam Nowotaniec łupi ich własna siostra Krystyna Zalewska z Biecza. W następnych latach Sejm Rzeczypospolitej dla podniesienia miasta z upadku ustanowił w miejscowym zamku prawo składu wina węgierskiego. Wskutek pożaru całej parafii Sejm Wiszeński (Sądowa Wisznia) z 1714 r. zwolnił Nowotaniec od wszelkich podatków. W roku 1717 w wyniku utraty wpływów przez protestantów oraz porażce stronnictwa proszwedzkiego Stanowie sprzedają Nowotaniec oraz przyległe wsie katolikowi, łowczemu lwowskiemu, Józefowi Bukowskiemu za kwotę 52.370 złp, który zobowiązany jest również spłacić siostrę Stanów w kwocie 9.500 złp.
W 1727 r. król August II Sas zezwolił na wznowienie targu. Mimo tego miasteczko nie wróciło już do dawnej świetności. Przywilej targowy Nowotaniec traci w roku 1748 na korzyść oddalonego o 4 km Bukowska novae fundationis. Po Bukowskich Nowotaniec zostaje sprzedany Gumowskim. Tu mieszkał dziedzic zamku i Nowotańca, cieszący się największym poparciem ludności Jakub Ignacy Bronicki herbu Korwin ożeniony z właścicielką tych dóbr Anną Gumowską – skarbnik wiślicki, marszałek ziemi sanockiej w konfederacji barskiej. W 1764 podpisał elekcję Stanisława Augusta Poniatowskiego. W 1768 został porucznikiem chorągwi pancernej. 6 lipca w obozie pod Sieniawą obwołany marszałkiem konfederackim, w czasie generalnego zjazdu szlachty sanockiej i dukielskiej, który skupił około 6000 ludzi, ogłaszając akt konfederacji ziemi sanockiej. Spod Sieniawy ruszył nowo wybrany marszałek przez Krosno do Krakowa. Na czele swojego oddziału w sile 1500 konfederatów przybył z odsieczą Krakowa. Po upadku miasta próbował dowodzić obroną Wawelu przed szturmem wojsk rosyjskich. 15 września jako generalny regimentarz partii małopolskiej wezwał szlachtę do wytrwania w walkach Konfederatów w obronie wolności Polski. Uszedł na Słowację (wówczas Górne Węgry), skąd nawiązał korespondencję z austriackim kanclerzem Wenzlem Antonem von Kaunitzem. Zmarł rok później po krwawych wydarzeniach w roku 1768. Zamek uległ zniszczeniu podczas walk z wojskami rosyjskimi w okresie konfederacji barskiej.
W maju 1772 do Nowotańca weszły oddziały z Austrii, głównie ze słowackiego Preszowa (tzw. preszowska straż przednia) dowodzone przez gen. Esterházyego. Do potomstwa Jakuba Bronickiego, wychowywanego początkowo w Nowotańcu zaliczamy późniejszą hrabiankę Teklę Sas-Jaworską, żonę Aleksandra Jaworskiego (syn hr. Józefa Jaworskiego i Elżbiety Dunin Łabędzkiej) oraz Anielę, która wyszła następnie za Jana Wiktora herbu Brochwicz. Stąd podzielono dobra nowotanieckie na dwie części. Po śmierci Jakuba Bronickiego, Anna Bronicka z Nowotańca wychodzi po raz drugi za mąż, za Walentego Górskiego (pułkownika Wojsk Polskich w Gwardii Koronnej Litewskiej, właściciela Jawornika), później jeszcze raz za Pińskiego. Po małżeństwie córki hr. Aleksandra Jaworskiego Marianny z Feliksem Krziwkowicz-Poźniakiem, Nowotaniec do roku 1944 będzie własnością rodziny Poźniaków.

## Zabór austriacki 1772–1918

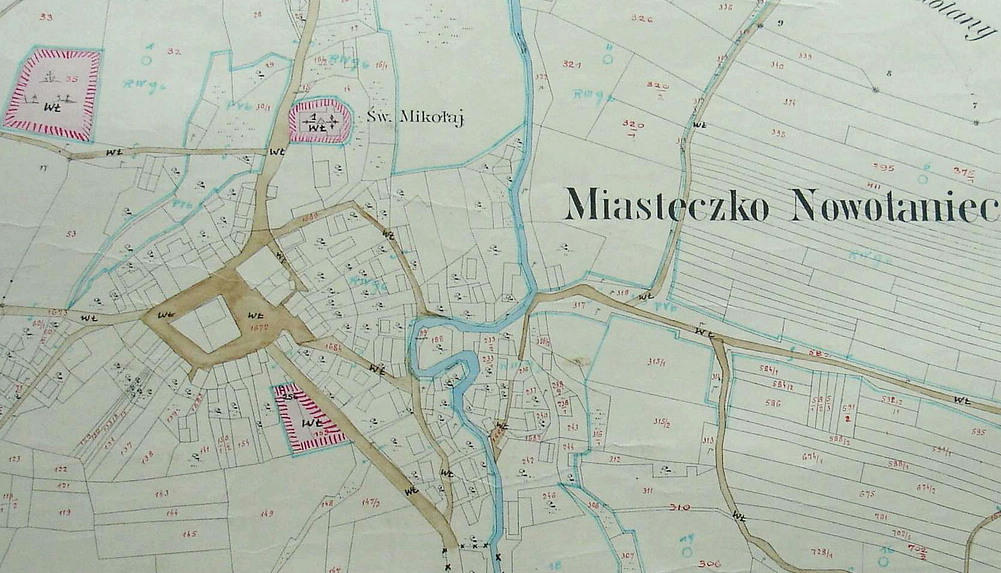
Plan Nowotańca z 1852 r.

Do 1772 r. (I rozbiór Polski) miasteczko należało administracyjnie do ziemi sanockiej województwa ruskiego. Od 1772 r. do cyrkułu leskiego, a następnie sanockiego. Po reformie administracyjnej w 1864 r., powiat sądowy Bukowsko, gmina Bukowsko, starostwo sanockie w kraju Galicja. W 1898 r. miasteczko liczyło 634 mieszkańców (w tym 505 wyznania rzymskokatolickiego, 11 greckokatolickiego i 118 mojżeszowego), ogółem były 103 domy. Większość poborowych służyła w sanockim 45 Galicyjskim Regimencie Piechoty Arcyksięcia Józefa Ferdynanda, przed rokiem 1841 w 12. pułku piechoty hrabiego Rothkircha (Leopold Rothkirch und Panthen; Inhaber des IR. Nr. 12) oraz 15. pułku piechoty barona Bertoletti (Anton Freyh. Bertoletti, FML. 2ter Inhaber des IR. Nr. 15, Divisionär in Böhmen, zu Prag, wurde nach Lemberg).
W powstaniu listopadowym brali udział pochodzący z Nowotańca Jan Granatowski i Jędrzej Gac.
W okresie rewolucji chłopskiej w lutym 1846 chłopi z Nowotańca aresztowali dziedziców Jakuba Wiktora i Wihelma Poźniaka oraz proboszcza ks. Mazankiewicza w celu doprowadzenia ich do cyrkułu w Sanoku. W okresie interwencji zbrojnej Rosji przeciw powstaniu węgierskiemu w roku 1848 przez cyrkuł sanocki w marszu przez Przełęcz Dukielską przemieszczały się oddziały rosyjskie armii pod dowództwem Paskiewicza, które stacjonowały między Jaśliskami i Rymanowem. Sotnie kozaków w tym czasie pod komendą Popowa i hrabiego Dołgowa stacjonowały m.in. w Nowotańcu, Nadolanach i Bukowsku.
W powstaniu styczniowym z 1863 walczył ponownie Jędrzej Gac i pochodzący z Nowotańca ksiądz Witalis Sieradzki z zakonu franciszkanów, który w powstaniu stracił nogę (zmarł w Haczowie jako kapłan dworski).
Z dniem 1 lutego 1890 została otwarta c. k. poczta w Nowotańcu.
W maju 1915 miejscowość była areną krwawych działań wojennych ścierających się armii rosyjskiej i niemieckiej.
W latach 1812–1944 miejscowość była własnością szlachecką, należącą do rodziny Krzywkowicz-Poźniak herbu Przestrzał. Rodzina Stanów sprzedała miejscowość, która do 1944 r. pozostała w prywatnych rękach.

## Wiek XX
Po zakończenia I wojny światowej i upadku monarchii austriacko-węgierskiej na terenie Rzeszowszczyzny podejmowane były próby tworzenia tzw. władzy ludowej. W dniu 6 listopada 1918 na wiecu w Tarnobrzegu proklamowano utworzenie tzw. Republiki Tarnobrzeskiej. 7 listopada powołano Radę Robotniczo–Żotnierską w Przemyślu, tworząc tzw. Republikę Przemyską. W szeregu miejscowościach, m.in. w Sanoku, Nowotańcu, Nadolanach powstały rady robotniczo–chłopskie.
W 1928 r. miasteczko posiadało Ochotniczą Straż Pożarną, ośrodek medyczny (Tr. Żmigrodzka), kasę kredytową Stefczyka, stolarnię (B. Sokołowski), kuźnię (J. Chrząszcz), rzeźnię (L. Ustrzyk) oraz kilka sklepów (C. Rochmes, D. Feitb, M. Rabicka, M. Żmigrodzki, I. Barth). Do września 1939 funkcjonowała 7-klasowa szkoła podstawowa. Poza działalnością zarobkową w rolnictwie oraz rzemiośle część mieszkańców znalazła zatrudnienie w Sanockiej Fabryce Wagonów (ob. SFA Autosan), PKP, oraz zakładach gumowych Schmidta (ob. Sanok Rubber Company), zarabiając do 250 zł miesięcznie w roku 1939 (1 m żyta 14 zł, buty męskie 18 zł, krowa 200 zł).

### II wojna światowa
Miasteczko zostało zajęte przez oddziały niemieckie 10 września 1939, rano w niedzielę. W kwietniu 1940 do Nowotańca przybyła grupa Polaków wysiedlonych z Poznańskiego. Wśród wysiedleńców był m.in. dr Ignacy Ropejko, który następnie został ordynatorem szpitala w Bukowsku. Pomoc wysiedlonym udzielała miejscowa Delegatura Opieki Społecznej w Bukowsku – Oddz. RGO.
W listopadzie 1939 po przywróceniu organizacji szkół powszechnych w miejsce zlikwidowanej szkoły 7-klasowej, powstaje w Nowotańcu szkoła 6-klasowa. Na kierownika szkoły powołano ponownie Jana Dzundzę. Kolejnym kierownikiem szkoły był Władysław Jara, a po nim wysiedlony z Poznańskiego Józef Jurdziński. Naukę religii prowadził wysiedlony również z Poznania ks. Antoni Szymczak. Dzięki staraniom wójta Leona Mazura powstała w roku 1943 nowa droga łącząca Nowotaniec z Bukowskiem.
W roku 1942 miejscowość znalazł się w kręgu zainteresowań misji badawczej prowadzonej przez sekcję rasową i ludoznawczą Institut für Deutsche Ostarbeit z Krakowa. Badania prowadzono m.in. w miejscowościach Sanok, Nowotaniec, Mymoń, Besko i Czerteż.
W okresie do sierpnia 1944 mieściła się w Nowotańcu Placówka AK nr IV podległa Komendzie Obwodu w Sanoku. Komendantami placówki byli kolejno; Eugeniusz Kondyjowski, Tadeusz Sokołowski „Sokół” Jan Banasiewicz „Bohun”. Placówka swym zasięgiem obejmowała Nowotaniec, Nagórzany, Nadolany i Bukowsko. Do działań zaplanowanych przez tę placówkę należą m.in. ataki na strażnice niemieckie w rejonie Wisłoka Wielkiego, wywiad, oraz akcje dywersyjno-sabotażowe.
Od lata 1944 r. w Nowotańcu działała również placówka BCh. W skład utworzonej placówki AK w Nowotańcu nie weszły tylko oddziały młodzieży narodowej, stanowiące strukturę dla tzw. pułku Romana Dmowskiego. Latem 1944 z wyroku sądu AK zastrzelony został wójt gminy Leon Mazur, kolaborant i konfident sanockiego Gestapo.
Przez okres okupacji docierała do miasteczka m.in. prasa niemiecka w tym gazety „Goniec Krakowski”, „Kurier Warszawski”, „Krakauer Zeitung”, „Das Reich”, „Völkischer Beobachter”. W miejsce zlikwidowanego pisma dla młodzieży„Płomyczek ”zaczęto wydawać pismo „Ster”, kolportowane na terenie szkół. Obwód sanocki AK wydawał natomiast tygodnik „Przegląd Tygodniowy” wychodzący w Jaćmierzu pod red. Jana Radożyckiego. Kolportowane były również pisma konspiracyjne „Małopolski Biuletyn Informacyjny”, „Warszawski Biuletyn Informacyjny”, „Rzeczpospolita” (pismo Delegata Rządu londyńskiego na Kraj). Stronnictwo narodowe kolportowało gazety „Walka” (wydawnictwo krakowskie), „Polak”, „Polska Narodowa” (wydawnictwo brzozowskie), „Wielka Polska”, „Młody Polak” i warszawski „Głos Narodowy”. Po sierpniu 1944 Jan Radożycki prezes sanockiego Stronnictwa Narodowego wydawał jeszcze tygodnik „Sprawy Narodu”. Aparat radiowy, który do września 1939 był wyposażeniem domu ludowego podczas okupacji przechowywał w swoim domu Henryk Mindur.
Podczas całej niemieckiej okupacji Gestapo aresztowało: Eugeniusza Kondyjoskiego (więzień obozów w Auschwitz i Weimarze), Tadeusza Sokołowskiego (osadzony w obozie Groß-Rosen), Stanisława Rybickiego (więzień obozów w Auschwitz i Hamburgu). Wszyscy aresztowani przeżyli obozy i powrócili do Nowotańca. Z nowotanieckich Żydów holocaust przeżył tylko M. Bein, który w roku 1940 przedostał się za San do strefy sowieckiej.
Na początku sierpnia 1944 do Nowotańca dotarły pierwsze oddz. Armii Czerwonej. 4 sierpnia pijana kompania żołnierzy radzieckich posuwająca się wzdłuż Pielni w kierunku Nadolan (przedmieście dolne Nowotańca) ostrzelała z karabinów maszynowych niemieckie wozy terenowe tzw. "treny", jadące z Bukowska w kierunku Rymanowa, wywiązała się walka w której zginęło 12 radzieckich żołnierzy. 12 sierpnia Niemcy rozkazali przeniesienie się cywilnej ludności do Bukowska po czym zorganizowali obronę w miasteczku. Następnego dnia odrzucili radziecki atak aż do Jędruszkowiec i okolice górnej Pielni. Front w tym stanie ustalił się i trwał do 16 września 1944. Ponieważ kwaterujące w Nowotańcu i Nagórzanach kompanie SS plądrowały cudzą własność, miejscowa społeczność interweniowała u Generalleutnanta Richarda Wirtza dowódcy 96 Infanterie-Division, kwaterującego w Bukowsku a następnie u Generalleutnanta Paula Scheuerpfluga w Woli Sękowej. Na skutek interwencji i rozkazu generałów kwaterująca kompania SS została przeniesiona do Rymanowa. Początki ofensywy radzieckiej dały o sobie znać w miasteczku 14 września 1944 roku, podczas sowieckiego lotniczego bombardowania zginęło 16 osób a 16 domów zostało zburzonych. W nocy z 15 na 16 września artyleria niemiecka ze Stawisk (część Nadolan) wycofała się w kierunku Woli Sękowej, a rano w sobotę oddziały czechosłowackie zajęły Nowotaniec, Nadolany i Nagórzany do Pielni słowaccy żołnierze dotarli o godz. 9.30 rano. Ostatnie wojskowe auto niemieckie opuściło Nowotaniec o godz. 8 rano, 16 września 1944 roku, kierując się przez rynek a następnie polną drogą w stronę Woli Sękowej.
W październiku 1944 r. komenda Placówki AK w Nowotańcu po wkroczeniu Armii Czerwonej została aresztowana przez NKWD, a dwóch jej członków dostało wyroki 2 lat zsyłki na Sybir. Julian Dziedzic i Eugeniusz Królicki wrócili z zesłania w 1946 r. Dla utrzymania porządku utworzono tu w roku 1945 tzw. milicję obywatelską, której komendantem w Nowotańcu został Kazimierz Konieczny. W następnym roku Konieczny został zastrzelony przez członków podziemia antykomunistycznego, w odwecie za przekazywanie informacji sowieckiej NKWD.
Koniec wojny z ukraińskim podziemiem przyniósł duże zniszczenia Nowotańca – 6 kwietnia 1946 oddziały UPA spaliły zupełnie dwie wioski, w tym Nowotaniec, z których pozostały jedynie: kościół, plebania, szkoła i trzy domy. Nowotaniec utracił prawa miejskie po 1946 r.

## Kalendarium
- 1409 – lokacja wsi na prawie magdeburskim, pod nazwą Lobetans
- 1444 – powtórna lokacja, miasto pod nazwą Nowotaniec
- 1558 – powstaje zbór kalwiński
- 1624 – najazd Tatarów i obrona zamku
- 1643 – prawo składu wina, na miejscowym zamku
- 1657 – wojska Rakoczego niszczą całą okolicę
- 1672 – wrzesień, ostatni najazd Tatarów
- 1698 – synod kalwiński
- 1699 – wizytacja biskupa przemyskiego Denhofa
- 1702 – jesień, w okresie tzw. wojny północnej, oddziały szwedzkie z korpusu gen. Stenbocka spustoszyły okolicę
- 1713 – pożar zboru kalwińskiego
- 1714 – sejm wiszeński zwolnił miasto od płacenia podatków
- 1727 – król August II zezwolił na wznowienie targów
- 1787 – wielka klęska nieurodzaju
- 1831 – epidemia cholery
- 1846 – wielka klęska nieurodzaju, rzeź galicyjska
- 1847 – epidemia tyfusu
- 1862 – epidemia anginy
- 1882 – wielka klęska nieurodzaju
- 1913 – budowa murowanej piętrowej szkoły 4 klasowej
- 1914 – listopad, zajęcie Nowotańca przez armię rosyjską
- 1915 – odwrót wojsk rosyjskich spod Gorlic, w czasie 3-dniowej bitwy zostaje spalona część przedmieścia
- 1921 – w czasie pożaru spalił się stary drewniany ratusz oraz część Nowotańca
- 1920 – budowa ze składek społecznych murowanego domu ludowego przez Towarzystwo Szkoły Ludowej, przy dotacji władz administracyjnych oraz Zarządu Głównego TSL we Lwowie
- 10 września 1939 – zajęcia miasteczka przez wojska niemieckie
- sierpień 1944 – I. ofensywa radziecka dochodzi do przedmieść miasta; na woj. mapach radzieckich pojawia się nazwa Новотанец
- 1944 wrzesień – II. ofensywa radziecka, zajęcie miasta przez oddz. czechosłowackie,
- kwiecień 1946 – spalenie miasta przez UPA
- 1944–1949 – siedziba gminnej administracji po zniszczeniu Bukowska
- 1950 – komasacja gruntów oraz budowa nowej drogi do Odrzechowej
- 1976 – badania archeologiczne w miejscu ruin zamku

## Właściciele Nowotańca
- Piotr hares de Lobetans (1366–1409)
- Balowie – 1550
- Wzdowscy (1511–1565)
- de Stano (1565–1713)
- 1711 Bogusław oraz Samuel Stano
- 1714 – Józef Bukowski[18]
- 1749 – Antoni Gumowski i Teresa z Kobielańskich córka Jana Kobielańskiego i Barbary Bukowskiej (siostrzenica Józefa Bukowskiego)
- 1753 – Teresa Kobielańska Gumowska wdowa po Antonim Gumowskim (skarbnik nurski), matka Tekli, Jana i Ignacego Gumowskiego,
- 1760 – Jakub Ignacy Bronicki i Anna z Gumowskich Bronicka
- 1767 – Walenty Górski i Anna z Gumowskich 2v. Górska
- 1768 – Aleksander Sas-Jaworski syn hrabiego Józefa i Elżbiety Dunin – Łabędzkiej oraz Tekla Bronicka Jaworska c. Anny i Jakuba druga część Jan Wiktor oraz Aniela Bronicka Wiktor c. Anny i Jakuba
- 1806 – Marek Feliks Poźniak (Nagórzany, Nadolany, Wygnanka, cz. Nowotańca) oraz Marianna c. Tekli (wnuczka Jakuba) i hr. Aleksandra, druga część Tomasz Wiktor z Woli Sękowej
- Wictor de Wiatrowice Brochwicz (1813–1944), propretarius
- de Krziwkowicz-Poźniak (1813–1944)
  - Adolf Poźniak

## Wójtowie

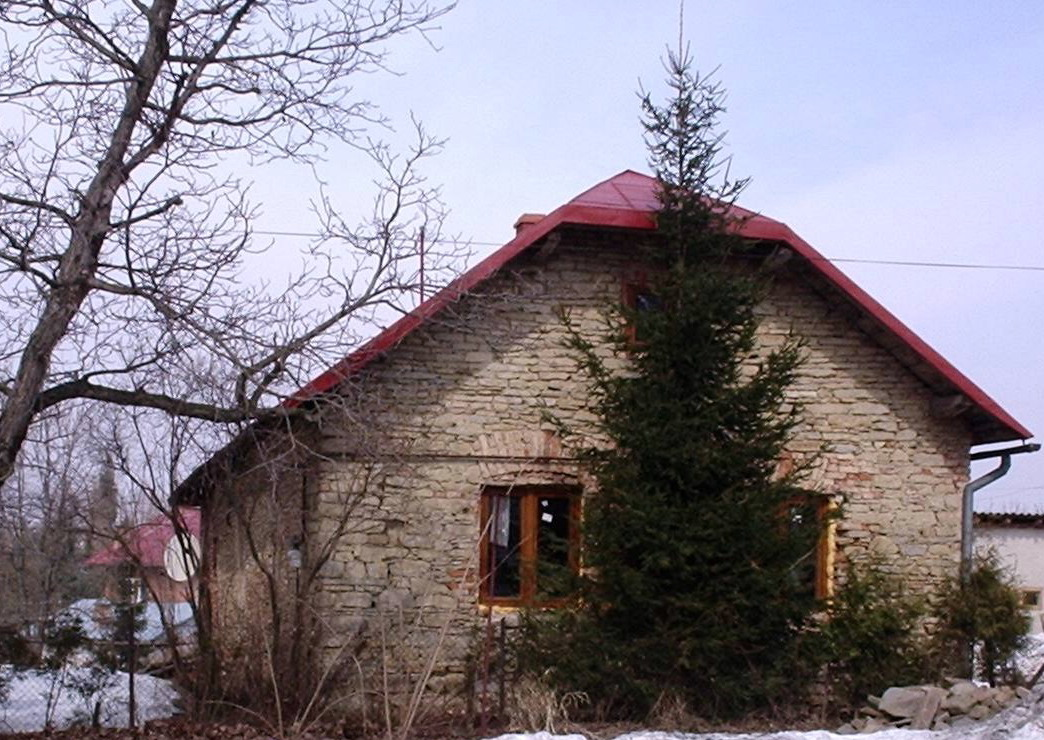
Zachowany dom z kamienia łamanego przy dawnym rynku w Nowotańcu, do roku 1939 była to karczma Thalenbergów, obecnie własność prywatna

- 1499 – Jan
- 1767 – Jakub Wojtowicz
- 1784 – Szymon Drost
- 1786 – Stanisław Drozd
- 1800 – Jan Banasiewicz
- 1801 – Tomasz Szatkowski
- 1813 – Jakub Krulicki
- 1808 – Jan Kulikowski
- 1811 – Sebastian Dziedzic
- 1821 – Jan Drozd
- 1834 – Jan Drozd
- 1867 – Michał Koźma
- 1870 – Michał Sieradzki
- 1939 – Zenon Krzywkowicz-Poźniak
- 1940 – Leon Mazur
- 1944 – Stanisław Silarski

### Magistrat nowotaniecki
- 1711 burmistrz Jan Tomaszewski
- do 1784 Wójt Szymon Drost W:M, Błazcy (Błażej) Królicki Ławiczny, Jędrzej (Andrzej) Kozma Ławiczny, Jan Tomaszewski P:M Jan Wiktor, Franciscus Rzuchowski Parochus Novotaniensis
- od 1785 Wójt Stanisław Drozd, ławnicy Jakub Silarski, podwójci Andrzej Koźma, Szymon Dziedzic, Maciej Drozd, Jakub Próżny, Jan Leczowicz, (następnie Marcin Mieleniewicz, Jan Tomaszewski pisarz przysięgły)